# 夏愨大廈

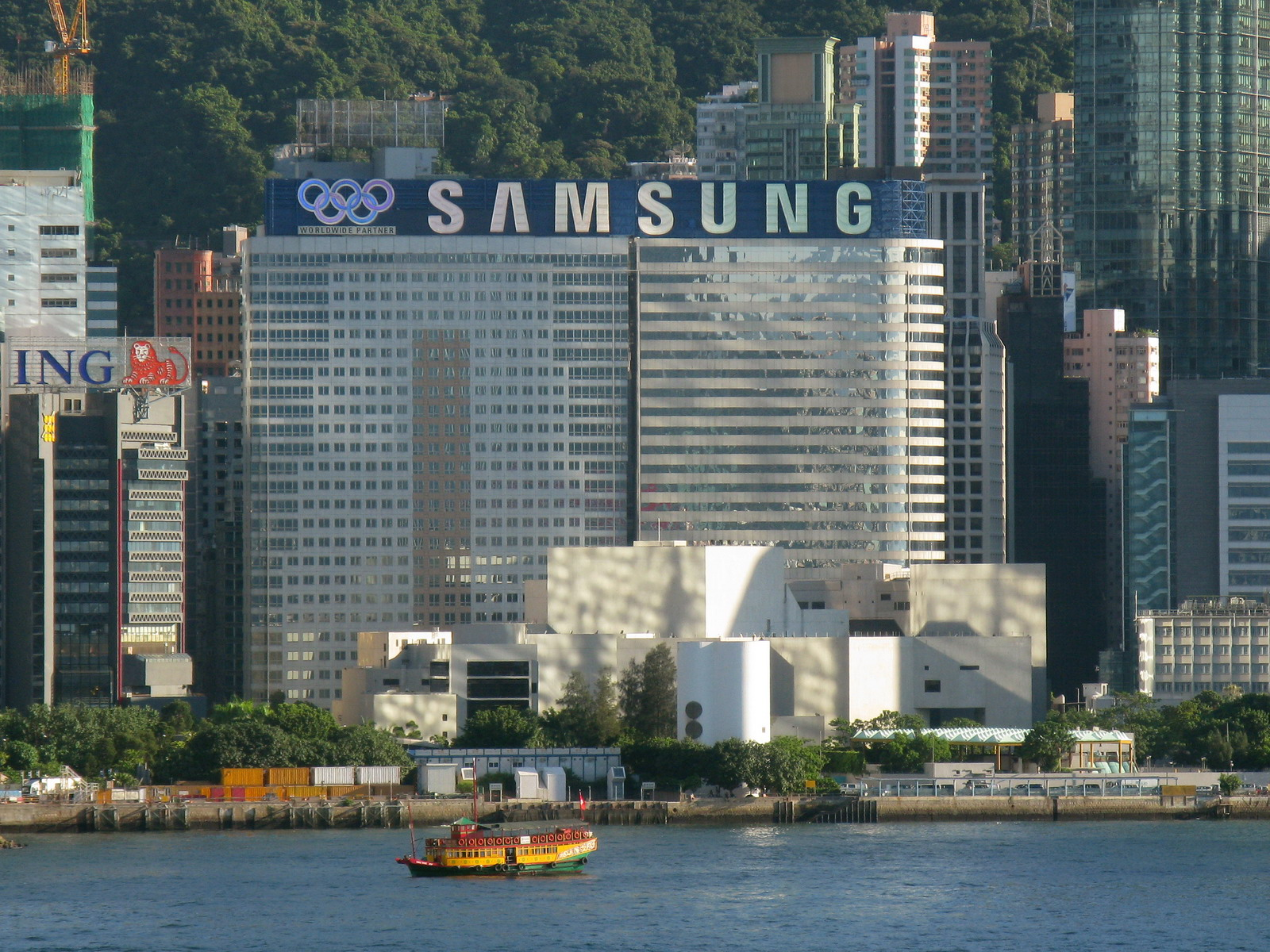
夏愨大廈（左）及中國恆大中心（右）

夏愨大廈（Harcourt House）位處香港灣仔告士打道39號，為一甲級辦公大樓，樓高27層，處於金鐘及灣仔站之間，鄰近香港演藝學院。由金門西松聯營體承建，1987年落成。
夏愨大廈採取現代化設計，立面亦具傳統氣派，曾經獲得1988年香港建築師學會建築設計大獎。大廈原由香港置地於1985年興建，於1987年12月由華人置業購入。現為幻彩詠香江參與大廈之一。

## 參看
- 美國萬通大廈

## 外部連結
- 夏愨大廈 （页面存档备份，存于）